# Joe Stone
Maurice Oude Booyink, connu sous les noms de scène d'Inmado, et de Joe Stone, né en 1984[Quand ?] à Almelo (Pays-Bas), est un disc jockey néerlandais.
Après avoir produit pour des artistes tels R3hab, Havana Brown, Joe Stone se consacre à sa carrière personnelle et rejoint le label Spinnin' Records en 2015 après avoir remporté un « remix contest » organisé par ce dernier.
Il réactualise des titres house phares des années 1990 et en fait sa marque de fabrique, et connaît ainsi ses premiers succès avec The Party de Montell Jordan mis au goût du jour, bien classé en Irlande, au Royaume-Uni mais aussi aux Pays-Bas.
Son troisième single, Man Enough, sort le 8 février 2016.

## Discographie

### Singles
- 2015 : The Party (This Is How We Do It) (feat. Montell Jordan) [Spinnin' Records]
- 2015 : The Party (Firebeatz Remix) [Spinnin' Remixes]
- 2015 : Freak (And You Know It) (avec Daser) [Spinnin' Records]
- 2016 : Man Enough (avec Ferreck Dawn) [Spinnin' Records]

### Remixes
- 2015 : Kris Kross Amsterdam - Until The Morning (Joe Stone Remix) [Spinnin' Remixes]
- 2015 : Matrix & Futurebound, V. Bozeman - Happy Alone (Joe Stone Remix) [Parlophone UK]
- 2015 : Felix Jaehn, Linying, Lost Frequencies - Eagle Eyes (Joe Stone Remix) [Spinnin' Remixes]
- 2016 : R3hab & Quintino - Freak (Joe Stone Remix) [Spinnin' Remixes]
- 2016 : EDX - Missing (Joe Stone Remix) [Spinnin' Remixes]